# Floyd Bennett
Floyd Bennett (25 de octubre de 1890 – 25 de abril de 1928) fue un aviador estadounidense que acompañó a Richard Evelyn Byrd en su intento de alcanzar el Polo Norte en 1926.

## Biografía
Bennett nació en Warrensburg, Nueva York, en 1890. Trabajó como mecánico de automóviles hasta 1917, cuando se enlistó en la Marina durante la Primera Guerra Mundial y fue autorizado para desempeñarse como operador de máquina. Más tarde, ingresó en una escuela de vuelo y aprendió a pilotar un avión. En 1925, voló junto a Richard Evelyn Byrd en un reconocimiento aéreo de Groenlandia, y al regresar Byrd alabó sus habilidades como piloto.
Byrd eligió a Bennett como su copiloto para un intento de alcanzar el Polo Norte por vía aérea en 1926. El 9 de mayo, cuando los dos hombres despegaron en un Fokker trimotor llamado Josephine Ford, Bennett se encontraba en los controles; regresaron a su campo aéreo de Spitsbergen ese mismo día. Aunque algunos periodistas europeos no creían que hubiesen llegado efectivamente al polo (ya que parecía que habían estado volando por muy poco tiempo), Byrd y Bennett fueron recibidos como héroes en los Estados Unidos y Bennett incluso recibió la Medalla de Honor por el logro. Tiempo después, cuando se descubrió el diario de vuelo de Byrd, con notas borroneadas pero aún legibles, se demostró que no es posible que hubieran llegado al Polo Norte. Después de su regreso a Estados Unidos, Bennett voló el Josephine Ford en una gira de caridad por el país, con Bernt Balchen como su copiloto. 
Hacia 1927, Byrd y su equipo se encontraban en la búsqueda de candidatos para ganar el gran Premio Orteig, que se le otorgaría a quien efectuase el primer vuelo sin escalas entre Francia y los Estados Unidos. Nuevamente, Byrd eligió a Bennett para que lo intentara; sin embargo, este se lesionó gravemente durante un vuelo de práctica y el avión (un Fokker F-VIIb-3m llamado America) sufrió grandes daños al estrellarse durante el despegue. Byrd y el piloto George O. Noville también sufrieron breves heridas en el accidente. Después del fracaso de Bennett y Byrd, Charles Lindbergh ganó el Premio Orteig, cuando voló desde Long Island hasta París sin escalas. 

### Rescate delBremen

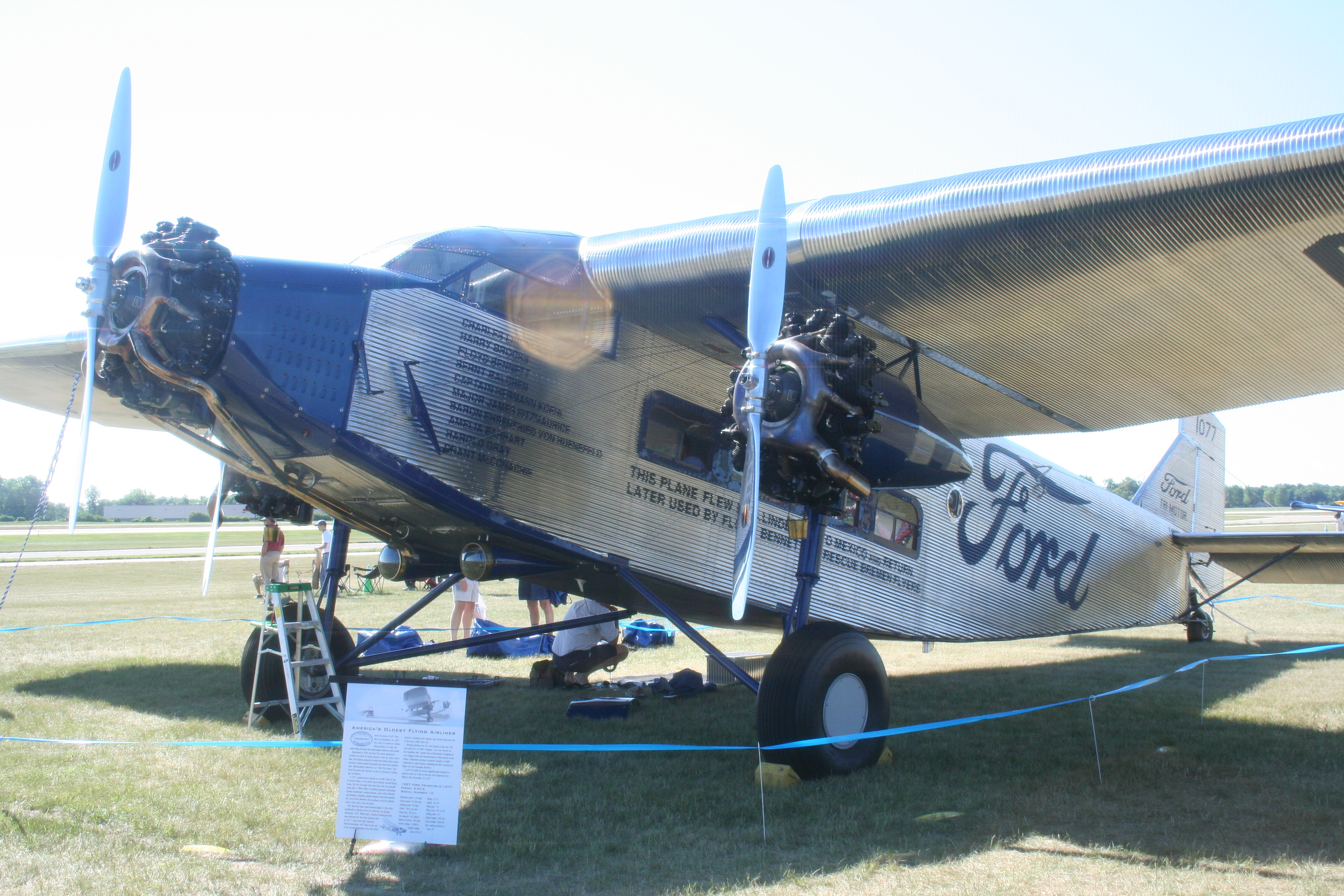
El Ford Trimotor utilizado en el rescate del Bremen.

En 1928, la tripulación del avión Bremen, que efectuaría el primer vuelo transatlántico de este a oeste, quedó varada en la Isla Greenly, Canadá, después de un intento de volar sin escalas desde Europa. Floyd Bennett y Bernt Balchen fueron los encargados de rescatar a los pilotos en un Ford Trimotor. Bennett, que había contraído neumonía después de su accidente, falleció en vuelo el 25 de abril de 1928. Balchen piloteó el avión durante las siguientes ocho horas y recibió diez mil dólares por su esfuerzo, que donó a la viuda de Bennett. Los restos de Bennett fueron sepultados en el Cementerio Nacional de Arlington.

## Homenajes
Dos aeropuertos en Nueva York fueron nombrados en homenaje a Floyd Bennett: Floyd Bennett Field, el primer aeropuerto municipal de la ciudad de Nueva York, y el Floyd Bennett Memorial Airport en Queensbury, ubicado cerca del pueblo donde nació. El destructor USS Bennett DD-473 también lleva su nombre. En su vuelo hacia el Polo Sur en 1929, Byrd nombró a su aeronave Ford de tres motores Floyd Bennett en su honor; asimismo, en Warrensburg se creó el Parque y Quiosco de Música Floyd Bennett. 

## Medalla de Honor
Bennett recibió una medalla de honor "por distinguirse en forma abierta por su valentía e intrepidez, arriesgando su vida, como miembro de la Expedición Ártica Byrd y por haber contribuido en gran medida al éxito del primer vuelo tripulado al Polo Norte y de regreso".